# منتخب أرمينيا لهوكي الجليد للناشئين
منتخب أرمينيا لهوكي الجليد للناشئين هو ممثل أرمينيا الرسمي في المنافسات الدولية في هوكي الجليد للناشئين
.